# 方向
数学における方向（ほうこう）とは、2つの向き（むき）を合わせた表現。向き（むき）を空間上の位置を極座標で表したとき、数値が持つ距離以外の情報である。向きと大きさを持つベクトルから、大きさを取り去った残りの情報と言ってもよい。
一つの方向に沿った距離や移動、速度等を考えるとき、一方の向きを正の値で表すならば、もう一方の向き
は負の値を以て表される。
n 次元空間での向きの自由度は、n から大きさの 1 を引いた n - 1 である。向きは単位ベクトル、あるいは、単位球（2次元空間内なら単位円）上の1点で表すことができる。
なお、物理においては、方向とは、上下方向、左右方向などのように単に直線の状態を意味するが、これに対して向きとは、下向き、右向きなどのように、ある始点から一方へ向かっての進行を意味するときに用いる。「地球の重力は、鉛直方向にはたらいており、向きは下向きである」などのように、方向と向きを使い分ける。
以下では、数学における方向について述べる。

## 2次元空間
2次元空間内の方向は、ある基準となる向きから計った角度である「偏角」で表すことができる。数学では通常、x 軸の方向から反時計回りの角度である方向角が使われる。ただし方位では、北から時計回りの方位角が使われる。

### 方向余弦
角度のかわりに、基準となる向きからの偏角の余弦をとった方向余弦が用いられることもある。

### 方向表現
言語表現では、相対的な方向として「縦横」、あるいは「上下」・「前後」・「左右」の「六方」が用いられる。このうち「上下」は重力などを基準にして絶対的表現として用いることが多い。しかし「前後」・「左右」は個人を基準とする方向表現であり、基準を明確にしないと誤解される恐れが大きく、一部にはこのような表現を用いない（より絶対的に表現できる方位などを代わりに用いる）言語もある。「縦横」は上下方向もしくは物体の長い方向（場合によっては前後方向）を「縦」といい、相対的にそれと直交する方向（あるいは特に左右方向）を「横」とする表現である。